# رود دلاور
رود دلاور (به انگلیسی: Delaware river) از رودهای مهم ایالات متحده آمریکا است که از فیلادلفیا می‌گذرد و به اقیانوس اطلس می‌ریزد. این رود مرز میان ایالات پنسیلوانیا و نیوجرزی را تعیین می‌کند و ۵۷۹ کیلومتر طول دارد. دره‌ی دلاور منطقه‌ی کلانشهری فیلادلفیا و سایر شهرهای در امتداد این رود است.

## نگارخانه

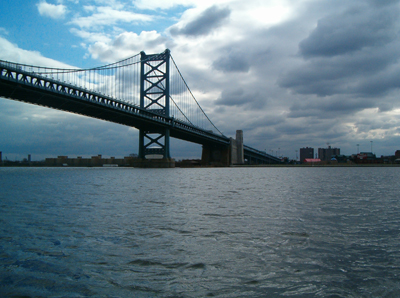
پل بنجامین فرانکلین بر فراز رود دلاور
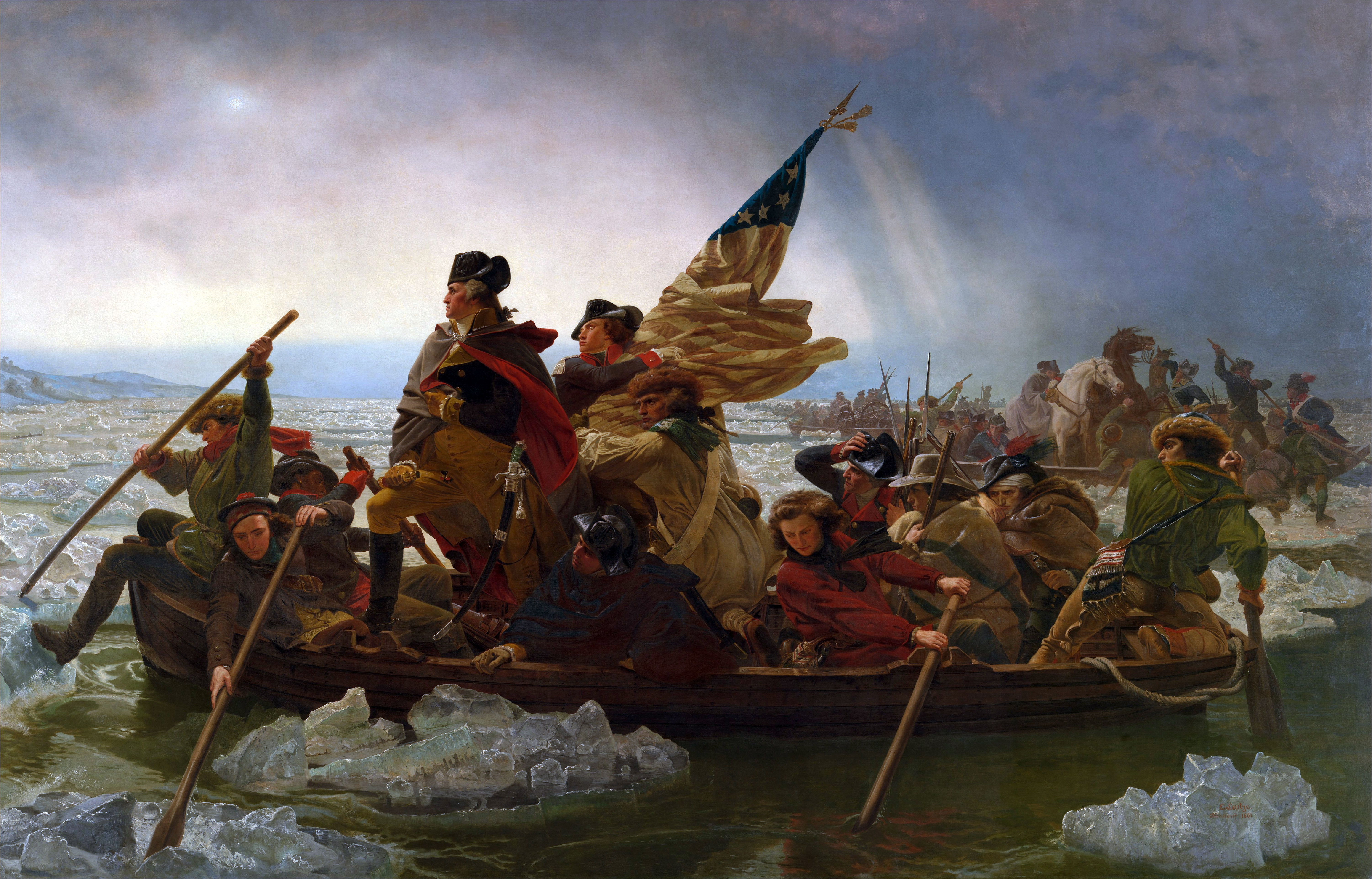
نگاره‌ای از جرج واشنگتن در مبارزه با بریتانیا، هنگام عبور از رود دلاور